# باسم الشريف
باسم الشريف (مواليد 16 أكتوبر 1984) هو لاعب كرة قدم سعودي .
كانت بداياته مع نادي الرائد و لعب بعدها مع أندية أبها والتعاون ونادي الفيحاء والعروبة ونجران ونادي الرياض ونادي الأنصار .

## وصلات خارجية
- باسم الشريف على موقع Soccerway.com (الإنجليزية)

- باسم الشريف